# Catharinea pallida
Catharinea pallida là một loài Rêu trong họ Polytrichaceae. Loài này được (Renauld & Cardot) Broth. mô tả khoa học đầu tiên năm 1905.